# Neil Diamond
Neil Leslie Diamond (* 24. ledna 1941, New York) je americký zpěvák, skladatel, klavírista a kytarista. 

## Původ a mládí
Narodil se v New Yorku v městské části Brooklyn do židovské rodiny polsko-ruských přistěhovalců. Jeho otcem byl Akiva Kieve Diamond, rodným jménem Damenstein (1915–1985) a matkou Rose Diamond, rozená Rapaport (1918–2019). 

## Hudební kariéra
Svou hudební kariéru zahájil jako člen dua Neil and Jack, které se, přestože vydalo několik singlů, nikdy neprosadilo. Později začal pracovat jako autor písní v Brill Building (je například autorem písně „Sunday and Me“ pro skupinu Jay and the Americans). Své první album nazvané The Feel of Neil Diamond vydal v roce 1966 na značce Bang Records. Dne 14. března 2011 byl uveden do Rock and Roll Hall of Fame.
V lednu 2018 se rozhodl ukončit koncertování kvůli Parkinsonově chorobě.